# Idiocera (Idiocera) phaeosoma
Idiocera (Idiocera) phaeosoma is een tweevleugelige uit de familie steltmuggen (Limoniidae). De soort komt voor in het Oriëntaals gebied.